# Ebersberg, Tyskland
Ebersberg är en stad i Landkreis Ebersberg i Regierungsbezirk Oberbayern i förbundslandet Bayern i Tyskland.